# سافيو (لاعب كرة قدم)
سافيو (بالبرتغالية: Sávio Moreira de Oliveira‏) هو لاعب كرة قدم برازيلي، ولد في 10 أبريل 2004 في بيلو هوريزونتي في البرازيل.وفي 18 يوليو 2024 انتقل إلى نادي مانشستر سيتي الإنكليزي بعقد مدته خمس سنوات.

## وصلات خارجية
- سافيو (لاعب كرة قدم) على موقع الاتحاد الأوربي (الإنجليزية)
- سافيو (لاعب كرة قدم) على موقع إي إس بي إن إف سي (الإنجليزية)
- سافيو (لاعب كرة قدم) على موقع قاعدة بيانات كرة القدم.إي يو (الإنجليزية)
- سافيو (لاعب كرة قدم) على موقع ليكيب (الفرنسية)
- سافيو (لاعب كرة قدم) على موقع ناشيونال فوتبول تيمز (الإنجليزية)
- سافيو (لاعب كرة قدم) على موقع Soccerbase.com (لاعب) (الإنجليزية)
- سافيو (لاعب كرة قدم) على موقع Soccerway.com (الإنجليزية)
- سافيو (لاعب كرة قدم) على موقع عالم كرة القدم.نت (الإنجليزية)
- سافيو (لاعب كرة قدم) على موقع AS.com (الإسبانية)